# Atípusos hemolitikus urémiás szindróma
Az atípusos hemolitikus urémiás szindróma (aHUS) egy ritka, súlyos, szisztémás, életveszélyes, és rossz prognózissal járó betegség. Az aHUS mind gyermekeknél, mind felnőtteknél előfordul, és trombotikus mikroangiopátia (TMA) társul hozzá. A TMA vérrögök képződését jelenti test szerte a kis vérerekben, amely szisztémás, több szervet érintő szövődményekhez vezethet.
Az aHUS-t főként a komplementrendszer – a szervezet immunrendszerének az a része, amelyik a fertőzések ellen küzd, és az elpusztult sejtek endogén, tisztító mechanizmusául szolgál – krónikus, kontrollálatlan aktiválása okozza. A komplementrendszer – bizonyos fehérjék révén, amelyek kontrollálják a romboló hatását – általában nagymértékben önszabályozott, de aHUS esetén ez a szabályozás sérül – főként azon mutációk következtében, amelyek a komplementrendszer szabályozó fehérjéit érintik.
Ezeknek az ellenőrző mechanizmusoknak a zavarai a komplementrendszer túlzott mértékű aktiválásához vezethetnek, ami aztán a szervezet saját szöveteinek károsodását okozza. A betegség gyors diagnózisa és a megfelelő kezelés korai elkezdése javítja a betegség kimenetelét, és csökkentheti a TMA-val kapcsolatos kockázatoknak, és ennek következtében az olyan életveszélyes szövődményeknek a lehetőségét, mint a veseelégtelenség, az agyvérzés vagy a szívroham.

## Terminológia – Definíció
Az aHUS a HUS (hemolitikus urémiás szindróma) egy formája, amely a gyerekeknél csak az esetek 5–10%-át jelenti, míg a legtöbb felnőtt beteg aHUS-ban szenved. A gyerekkori HUS esetek többségét a Shiga toxint termelő Escherichia coli baktériummal történő fertőzés okozza, és ezt a formát STEC-HUS-nak (néha D+ HUS-ként hivatkoznak rá) nevezik. Néhány publikációban az aHUS-ra diarrheaval (hasmenéssel) nem társult hemolitikus urémiás szindrómaként (D- HUS) hivatkoznak. Ez a megnevezés azonban félrevezetőnek tartható, mert az aHUS-ban szenvedő betegeknél akár 30%-ban is jelen van a hasmenés. Javaslatot tettek a D- HUS terminológia visszavonására.

## Epidemiológia – Előfordulás
Az aHUS lehet sporadikus (szórványosan előforduló) vagy familiáris (családban öröklött), és a rassztól, nemtől vagy földrajzi területtől való függése nem kimutatható. Ahogy az egy ritka betegség esetében várható, az aHUS előfordulására vonatkozó adatok korlátozottak. A 167 gyermekkorú beteget tartalmazó európai regiszterben egy millió gyermekre 3,3 dokumentált eset jut, a felnőtteknél ez az arány alacsonyabb. Egy 214 aHUS-ban szenvedő beteg bevonásával nemrégiben végzett vizsgálat, hasonló előfordulási arányt mutat gyermekkorban (41,6%) és felnőtt korban (58,4%). Az Orphanet weboldal (a ritka betegségek és ritka gyógyszerek egy portálja) a betegség egy millió emberre jutó 1–9 esetes gyakoriságáról számol be.

## Patogenezis – Kórfejlődés
Az aHUS-t a komplementrendszer krónikus, kontrollálatlan aktiválása idézi elő, mely az endotél sejtek (vérerek falának sejtjei) és a célszervek károsodásához vezet. Egészséges embereknél a komplementrendszer felel a kórokozók, például a baktériumok, vírusok, illetve a test módosult sejtjei megtámadásáért és elpusztításáért, valamint a sejttörmelék eltávolításáért.
Három különböző útvonalból áll: a klasszikus, a lektin és az alternatív útvonalból. Míg az előbbi két útvonal immunkomplex-, illetve mikroorganizmus-kötődés eredményeként megy végbe, az alternatív útvonal folyamatosan aktív, és ezért a sejtlizáló (sejtoldó) membrán-támadó komplex (MAC) folyamatos indukcióját okozza. Emiatt a szervezet számára lényeges, hogy szigorúan szabályozza a komplementrendszert, és így megakadályozza, hogy egészséges szöveteket és szerveket károsítson.
A komplement szabályozó fehérjék (pl. CFH, CFB, CFI, MCP, CFHR 1/3 és trombomodulin) genetikai mutációi aHUS esetén megzavarják a komplement útvonal törékeny egyensúlyát. A folyamatos, kontrollálatlan komplement aktivitás az endotél sejtek (az ereket bélelő sejtek) károsodását eredményezi.
A vérlemezkék és a fehérvérsejtek ezt követő folyamatos aktiválása TMA-t, és ennek következtében iszkémiát, érgyulladást okoz, amelynek előrehaladásával visszafordíthatatlan szövetkárosodáshoz, több szervi elégtelenséghez, valamint gyakran halálhoz vezet. A legtöbb mutáció penetranciája körülbelül 50%-os, és úgy tűnik, hogy a környezeti tényezők is fontos szerepet játszanak a patogenezisben (betegség kialakulásában).

## Klinikai tünetek
Az aHUS gyakran nem specifikus tünetekben, például rossz közérzetben és fáradtságban nyilvánul meg. A betegek több mint a felénél vesekárosodás alakul ki, beleértve a végstádiumú vesebetegséget (ESRD). Az általános jelek és tünetek a kreatinin emelkedett szintje, az oliguria, az ödéma, a hipertónia (magas vérnyomás), a számított glomerulus filtrációs ráta (eGFR) csökkent értéke és a proteinuria (fehérjevizelés).
A vesén kívül más szervrendszerek is mutathatnak tüneteket, ideértve az alábbi betegségek előjeleit:
- a betegek harmada a vesén kívüli trombotikus eseményeket (vérrögképződés tüneteit) mutat;[28]
- idegrendszer: a betegek 50%-a az aggyal és az idegrendszerrel kapcsolatos alábbi jeleket és tüneteket mutatja:[29] zavartság,[30] stroke (agyvérzés),[29][30] görcsrohamok,[29][30] kóma,[29][31] és enkefalopátia;[5]
- szív- és érrendszer: kardiomiopátia jelentkezik az aHUS-ban szenvedő betegek akár 43%-ánál;[25][32] beszámoltak miokardiális infarktusról (szívroham),[11][32] hipertóniáról (magas vérnyomás)[1][25][32] és diffúz vaszkulopátiáról[6] is;
- gyomor-bélrendszer: a betegek 37%-a mutat gyomor-bélrendszeri jeleket és tüneteket:[3] vastagbélgyulladást,[10] hasi fájdalmat,[10] hasnyálmirigy-gyulladást,[33] hányást,[33] gasztroenteritiszt,[5] májnekrózist[5] és hasmenést;[13]
- látási problémák: okuláris okklúzió (okuláris stroke);[34]
- bőr: bőrelváltozás, fekély, bőrvérzéses kiütés;[35]
- tüdőszövődmények.[11]

Bizonyos betegségek az aHUS-ban szenvedő betegeket a TMA (trombotikus mikroangiopátia) manifesztációjának magas kockázatának teszik ki. Az aHUS-ban szenvedő betegek az alábbi betegségek esetén észlelnek TMA-t:
- hasmenés/gasztroenteritisz;
- felső légúti betegségek;
- terhességgel összefüggő TMA;
- malignus hipertónia;
- transzplantációval kapcsolatos TMA;
- glomerulopátia;
- szisztémás betegségek, pl. szisztémás lupusz eritematózusz (SLE) és szkleroderma;
- rosszindulatú daganatok.

## Prognózis
Az aHUS-ban szenvedő betegek hosszú távú prognózisa rossz. Az aHUS-ban szenvedő betegeknek akár 79%-a a támogató kezelés alkalmazása ellenére három éven belül meghal vagy maradandó vesekárosodást szenved.
Az ESRD-ben szenvedő, atípusos hemolitikus urémiás szindrómás betegek vesetranszplantációját a betegség kiújulásának nagy gyakorisága, valamint a TMA-ban újonnan megbetegedettek akár 90%-ánál jelentkező kilökődés magas kockázata miatt, ritkán veszik fontolóra.
Ezért a legtöbb ESRD-ben szenvedő, atípusos hemolitikus urémiás szindrómás beteg krónikus dialízis (művese) kezelésben részesül, ami rossz prognózissal jár. Az aHUS-ban szenvedő betegeknél megkísérelték a kombinált máj-vese transzplantációt, bár ezek a komplex beavatkozások magas halálozási rátával járnak együtt (két esetből egy).

## Diagnózis
Az aHUS a TMA klinikai jellemzőiben nyilvánul meg (trombocitopénia (alacsony vérlemezkeszám), mikroangiopátiás hemolízis, valamint a szervi diszfunkciók (alulműködés) tünetei). Az aHUS azonban nem az egyetlen, szisztémás TMA-t okozó betegség, így a differenciáldiagnózis elengedhetetlen. Az egyéb főbb TMA-k a trombotikus trombocitopéniás purpura (TTP) és a Shiga toxint termelo Escherichia coli által okozott hemolitikus urémiás szindróma (STEC-HUS).
A TMA-nak a trombocitopénia, a mikroangiopátiás hemolízis, valamint a szervi diszfunkciós tünetek méréseiből származó laboratóriumi értékei segítségével történő megerősítését követően különösen fontos diagnosztizálni a betegség kiváltó okát. Egy ADAMTS13 aktivitás méréssel megerősíthető a TTP vagy az aHUS jelenléte. Míg a Shiga toxinra irányuló vizsgálattal kimutatható a STEC-HUS:
- Az 5%-os vagy annál alacsonyabb ADAMTS13 aktivitás megerősíti a TTP diagnózisát.
- A Shiga toxinra pozitív teszteredmény a székletmintákban, valamint a STEC fertőzés bizonyítéka a szerológiai mintákban megerősítik a STEC-HUS diagnózisát.[43]
- A több mint 5%-os ADAMTS13 aktivitás és a Shiga toxinok hiánya a székletmintákban növeli a pozitív aHUS diagnózis valószínűségét.

Az ADAMTS13 eredmények hiányában a szérumkreatinin-szintek (SCr) és a vérlemezkeszám használható az ADAMTS13 aktivitásának előrejelzésére TMA-ban szenvedő betegeknél. A >150–200 µmol/l-es (>1,7–2,3 mg/dl) szérumkreatinin-szintek felnőtteknél, vagy a >30 000 /mm³-es vérlemezkeszám gyakorlatilag kizárja a súlyos ADAMTS13 hiány, és így a TTP diagnózisát.
Bár az aHUS elsősorban genetikai betegség, a betegek 30–50%-ának nincs azonosítható genetikai mutációja. Ezért a genetikai vizsgálat nem jelent megbízható opciót a betegség diagnosztizálására. Nem minden ismert genetikai mutációnak van prognosztikai jelentősége. Emiatt, valamint a genetikai vizsgálatok korlátozott elérhetősége miatt, a magas költségek, és az eredmények hosszan tartó elemzése okán, az nem alkalmas az aHUS előzetes értékelésére és kezelésére.

## Kezelés

### Plazmacsere/-infúzió (PE/PI)
Habár a PE/PI-t gyakran alkalmazzák, nincsenek az aHUS kezelésében mutatott biztonságosságára vagy hatékonyságára vonatkozó kontrollált vizsgálatok. Néhány betegnél javulást tapasztaltak a hematológiai eredményekben, más betegeknél azonban az előzetesen végzett PE/PI ellenére a komplement rendszer diszregulációja (kóros szabályozása és a TMA továbbra is fennállt. Ez annak a következménye lehet, hogy a PE/PI nem elegendő a mutáns komplement faktorok eltávolításához vagy a hiányzó faktorok pótlásához, így a PE/PI korlátozott klinikai válaszhoz vezet.
Az Amerikai Aferezis Társaság 2C/gyenge osztályú ajánlást ad a PE/PI-re az aHUS kezelésére vonatkozóan, az alkalmazását támogató bizonyíték „alacsony” vagy „nagyon alacsony” minősége miatt.

### Krónikus dialízis (művese kezelés)
Az ESRD-ben szenvedő atípusos hemolitikus urémiás szindrómás betegek általában dialízisre szorulnak. Ez a kezelés körülbelül 50%-os 5 éves túlélési rátát eredményez. Mivel a szisztémás és kontrollálatlan komplement aktiváció az aHUS-ban szenvedo dializált betegeknél folytatódik, az aHUS-ban nem szenvedő betegekhez képest ők kifejezettebb komplement aktivitással rendelkeznek. Az aHUS-ban szenvedő dializált betegek továbbra is ki vannak téve más szervekben a TMA kockázatának.

### Vesetranszplantáció
Az aHUS-ban szenvedő betegeknél történő alkalmazásának előzményei ellenére a vesetranszplantáció nem szünteti meg a kontrollálatlan komplement aktiváció okát, ami így progresszív, szisztémás TMA-hoz vezet. A genetikai mutációtól függően az aHUS-ban szenvedő betegeknek akár 90%-ánál a vesetranszplantációt követően újra kialakul a betegség. Vesetranszplantációt követően az aHUS-hoz társuló folyamatos, kontrollálatlan komplement aktiváció kilökődést okoz, amitől a PE/PI a legtöbb beteget nem tudja megmenteni. Az átültetésre alkalmas szervek korlátozott elérhetősége miatt a kombinált máj-vese transzplantáció csak nagyon kevés beteg számára áll rendelkezésre. Továbbá a gyulladás és a TMA más szervekben fennmarad, és jelentős a halál kockázata, amit számos orvos és beteg túlzottnak tarthat.

### Ekulizumab
Az ekulizumab egy humanizált, monoklonális antitest, amely kötődik a membrán-támadó komplex (MAC) aktiválásáért felelős C5 komplement komponenshez és ezáltal gátolja a kontrollálatlan terminális komplement aktivitást. Jelenleg az Európai Unióban az ekulizumab az egyetlen, a felnőtteknél és gyermekeknél az aHUS kezelésére engedélyezett komplement inhibitor.